# Carla Porta Musa
Carla Porta Musa (15 de marzo de 1902 - 10 de octubre de 2012) fue una ensayista y poeta italiana. Musa nació en Como, Italia, hija de Maria Casella y Musa Enrico, un ingeniero muy conocido en Milán. Su pasión por los libros comenzó en su sexto cumpleaños, cuando su padre le regaló una pequeña biblioteca que compartía con sus tres hermanos. Ella estudió en Lausana, Suiza, Bushey, Reino Unido, y París, Francia.
Murió el 10 de octubre de 2012 en el Hospital Valduce en Como por complicaciones de neumonía.